# رونتجينيوم
الروينتجينيوم هو أحد العناصر الكيميائية الموجودة في الجدول الدوري وله الرمز Rg (سابقا كان له الرمز Uuu) ورقم ذري 111 مما يجعله أحد الذرات البالغة الثقل. وهو عنصر اصطناعي وأكثر نظائره عمرا يبلغ 3.6 ثانية. ونظرا لوجوده في المجموعة 11 فإنه فلز انتقالي وبالتالي فإنه من الممكن أن يظهر كفلز ثقيل لامع وصلب. ولا يمكن توقع ما إذا كان سيكون لونه مثل الذهب أم لا.

## تاريخ الروينتجينيوم
تم اكتشافه في Gesellschaft für Schwerionenforschung GSI بدارمشتاد، ألمانيا 8 ديسمبر عام 1994. وتم ملاحظة 3 ذرات فقط منه 272Rg, بانصهار البزموث-209 والنيكل-64 في معجل خطي. (تم إطلاق النيكل على هدف من البزموث).
والاسم روينتجينيوم تم قبوله كاسم دائم في 1 نوفمبر عام 2004, على شرف فيلهلم كونراد رونتغن, وكان يطلق على العنصر اسم مؤقت أنون نيوم, وذلك بطريقة أسماء العناصر القياسية الاتحاد الدولي للكيمياء البحتة والتطبيقية. ويسمي في بعض الأبحاث أسفل-الذهب "Eka-Gold".

## نظائر الروينتجينيوم
يوجد 3 نظائر للروينتجينيوم. أطولهم عمرا 280Rg والذي يضمحل خلال إضمحلال ألفا, وله فترة عمر نصف تبلغ 3.6 ثانية. أقصر النظائر عمرا 272Rg والذي له فترة عمر نصف تبلغ 1.5 مللى ثانية. آخر النظائر المعروفة 279Rg والذي يضمحل في فترة عمر نصف تبلغ 170 مللى ثانية.

## وصلات خارجية
- العناصر على شبكة المعلومات - روينتجينيوم
- IUPAC: اقتراحات الاسم روينتجينيوم للعنصر 111
- IUPAC: العنصر 111 اسمه روينتجينيوم
- موقع- Apsidium -روينتجينيوم - العنصر 111 نسخة محفوظة 22 مارس 2007 على موقع واي باك مشين.